# Stefano Pavesi
Stefano Pavesi (Casaletto Vaprio, 22 gennaio 1779 – Crema, 28 luglio 1850) è stato un compositore italiano.

## Biografia
Studiò musica dapprima a Crema, vicino al paese natale, poi a Napoli, prima con Piccinni poi con Fedele Fenaroli al Conservatorio di Sant'Onofrio. Era studente a Napoli nel gennaio del 1799, quando si verificarono gli eventi che portarono alla cacciata del re Ferdinando I delle Due Sicilie e alla nascita della Repubblica Napoletana.
Con il ritorno dei Borboni nel giugno del 1799, Pavesi fu espulso e deportato in Francia. Andò a Marsiglia, quindi a Digione, dove, grazie a un maestro di musica di origini italiane che aveva conosciuto a Napoli, fu arruolato nella banda dell'esercito napoleonico come suonatore di serpentone. I musicisti erano per la maggior parte italiani; tra di loro vi erano dei cantanti, per i quali Pavesi compose delle melodie, come Oh inaspettato felice istante (per tenore e chitarra). Fu Pavesi a suggerire di dare concerti nelle città dove le truppe di volta in volta si trovavano.
Pavesi lasciò l'esercito nel 1800 dopo la battaglia di Marengo e rientrò in famiglia. Poi si trasferì a Venezia, dove il compositore Giuseppe Gazzaniga lo prese sotto la sua protezione e lo aiutò a rappresentare la sua prima opera, Un avvertimento ai gelosi, del 1803, che fu seguita da numerose altre. Chiamato a Milano nell'autunno del 1804, Pavesi tornò a Venezia nel 1805, dove ottenne il suo primo vero successo con Fingallo e Camala prima opera italiana ispirata dalle poesia osianica. Pavesi fece poi rappresentare opere a Napoli, Bologna, Bergamo, Torino e Milano, ma Venezia rimase sempre il centro della sua attività musicale.
Dopo la creazione del regno Lombardo-Veneto sotto la dominazione austriaca nel 1815, Pavesi tornò a Crema, dove condivise la posizione di maestro di cappella della cattedrale con Gazzaniga, prima di succedergli nel 1818; continuò comunque a trascorrere alcuni mesi all'anno a Venezia. Poi successe ad Antonio Salieri come direttore dell'Opera italiana a Vienna dal 1820 al 1826.
All'inizio della sua carriera, Pavesi scrisse opere buffe, di cui le più celebri sono La Fiera di Brindisi (1804) e, soprattutto, Ser Marcantonio (1810), che ebbe 54 spettacoli consecutivi al Teatro alla Scala di Milano, e che viene ricordata in particolare perché il libretto servì da ispirazione per quello del Don Pasquale di Gaetano Donizetti.

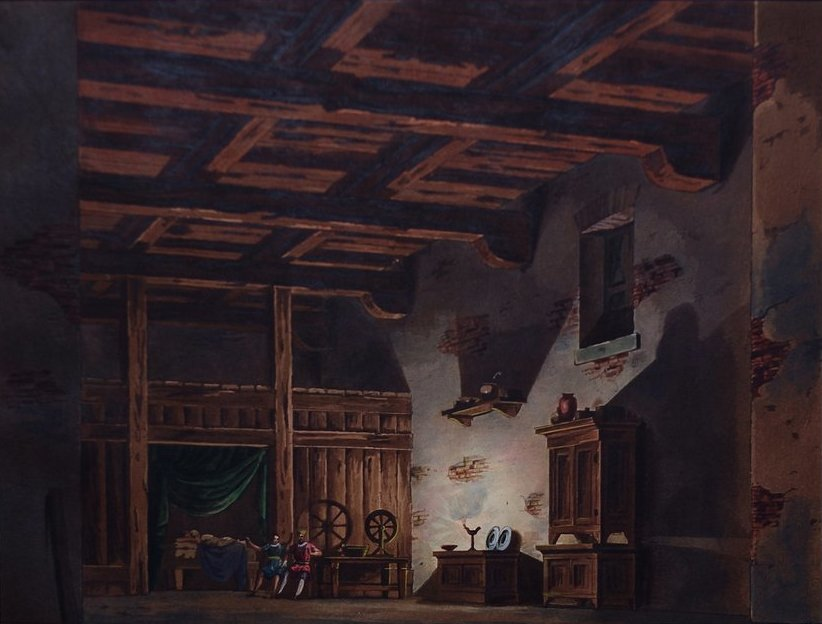
Alessandro Sanquirico, fondale per La gioventù di Cesare, 1817

Compose anche opere di genere semiserio, come Il monastero, La giardiniera abruzzese, La gioventù di Cesare (1817) e Il trionfo delle belle (1809), che ispirò Matilde di Shabran di Gioachino Rossini. Alcuni libretti delle opere di Pavesi in seguito furono messi in musica anche da Rossini, in particolare quelli di Tancredi e Odoardo e Cristina.
Pavesi infine si orientò verso opere più serie e già contraddistinte da sensibilità romantica, come Ines di Almeida, Egilda di Provenza, Il solitario ed Eloidia, La donna bianca di Avenello, tratta da un libretto di Eugène Scribe a sua volta basato su un romanzo di Walter Scott, Gli Arabi nelle Gallie, dramma epico sugli scontri tra franchi e arabi intorno al 1700 .
Tra le opere più importanti vanno segnalate una versione della storia di Cenerentola, Agatina (1814 al Teatro alla Scala di Milano, con Filippo Galli (basso)), che mescola un ritmo comico frenetico con il sentimentalismo dell'epoca, e Fenella, ossia La muta di Portici (1831), basata sullo stesso soggetto de La muta di Portici di Daniel Auber, ma più scura e più drammatica, che fa presagire alcune caratteristiche di Giuseppe Verdi.
Alcune sue opere furono composte su libretto di Giuseppe Maria Foppa.
Morì il 28 luglio 1850 a Crema; riposa nel cimitero maggiore della città lombarda.

## Composizioni

### Opere liriche
Scrisse 66 opere liriche.
| Titolo | Genere            | Atti | Librettista                                 | Première                    | Città, Teatro                                      | Note |
| --- | ----------------- | ---- | ------------------------------------------- | --------------------------- | -------------------------------------------------- | --- |
| La pace |                   |      | Giovanni Bertati                            | carnevale 1801              | Livorno, Teatro degli Avvalorati                   | |
| Un avvertimento ai gelosi (La scuola dei gelosi)                                                                       | farsa             | 1    | Giuseppe Maria Foppa                        | 7 agosto 1803               | Venezia, Teatro San Benedetto                      | |
| L'amante anonimo | farsa             | 1    | Giuseppe Maria Foppa                        | autunno 1803                | Venezia, Teatro San Moisè                          | |
| I castelli in aria, ossia Gli amanti per accidenti                                                                     | farsa             | 1    | Giuseppe Maria Foppa                        | autunno 1803                | Verona, Teatro Filarmonico                         | |
| La forza dei simpatici, ossia Lo stratagemma per amore                                                                 | farsa             | 1    | Giuseppe Maria Foppa                        | 26 dicembre 1803            | Verona, Teatro Filarmonico                         | |
| Andromaca | opera seria       |      | Giulio Artusi                               | carnevale 1804              | Genova, Teatro Sant'Agostino                       | |
| La fiera | opera comica      | 2    | Giuseppe Palomba                            | 2 aprile 1804               | Firenze, Teatro alla Pergola                       | Col titolo La fiera di Brindisi: Modena, 26 dicembre 1804                                                      |
| L'amore prodotto dall'odio                                                                                             | farsa             |      | Giuseppe Maria Foppa                        | 7 maggio 1804               | Padova, Teatro Nuovo                               | |
| L'accortezza materna                                                                                                   | farsa             |      | Giuseppe Maria Foppa                        | 12 maggio 1804              | Venezia, Teatro San Moisè                          | con Francesca Festa                                                                                            |
| La vendetta di Medea                                                                                                   |                   |      |                                             | 1804 (anno di composizione) |                                                    | Non rappresentata                                                                                              |
| Trionfo d'Emilia |                   | 1    | Gaetano Rossi                               | 9 febbraio 1805             | Milan, Teatro alla Scala                           | |
| Fingallo e Comala | opera seria       |      | Leopoldo Fidanza                            | 26 Dicembre 1804            | Venezia, Teatro La Fenice                          | |
| Amare e non voler essere amante                                                                                        | Dramma eroicomico |      | Giuseppe Maria Foppa                        | 25 aprile 1805              | Venezia, Teatro La Fenice                          | Col titolo L'incognito, o L'abitatore del bosco: Milano, Teatro alla Scala, 27 settembre 1805                  |
| Il giuocatore |                   | 2    |                                             | carnevale 1806              | Roma, Teatro Valle                                 | Forse corrisponde a Le donne fuggitive                                                                         |
| Le donne fuggitive |                   | 2    |                                             | carnevale 1806              | Roma, Teatro Valle                                 | |
| I baccanali di Roma | opera seria       |      | Leonardo Buonavoglia                        | primavera 1806              | Livorno, Teatro Carlo Lodovico                     | Da Tito Livio e da I baccanali di Giovanni Pindemonte.                                                         |
| Ines de Castro |                   |      | Antonio Gasperini                           | 11 ottobre 1806             | Napoli, Teatro San Carlo                           | In collaborazione con Giuseppe Farinelli e Nicola Antonio Zingarelli. Basato sull'opera di Zingarelli del 1798 |
| Amore vince l'inganno                                                                                                  |                   |      | Giuseppe Maria Foppa                        | autunno 1806                | Venezia, Teatro San Moisè                          | |
| La sorpresa, ossia Il deputato di grosso latino                                                                        | farsa             |      | Giuseppe Maria Foppa                        | autunno 1806                | Venezia, Teatro San Moisè                          | |
| I cherusci (I riti cherusci; Dattalo e Amanzia)                                                                        | opera seria       |      | Gaetano Rossi                               | 22 Gennaio 1807             | Venezia, Teatro La Fenice                          | Col titolo Gli antichi cherusci: Milano, Teatro Re, estate 1818                                                |
| Sapersi scegliere un degno sposo, ossia Amor vero e amor interessato                                                   | farsa             |      | Giuseppe Maria Foppa                        | 11 Aprile 1807              | Venezia, Teatro La Fenice                          | |
| Aristodemo | opera seria       | 2    | Gaetano Rossi                               | 15 agosto 1807              | Napoli, Teatro San Carlo                           | Da Argene di Gaetano Rossi con Giovanni Battista Velluti e Gaetano Crivelli                                    |
| Il maldicente, ovvero La bottega del caffè                                                                             | opera comica      | 2    | Gaetano Gasbarri                            | autunno 1807                | Firenze, Teatro degli Infuocati (luogo non sicuro) | Da La bottega del caffè di Carlo Goldoni                                                                       |
| L'amor perfetto, ovvero Il servo padrone                                                                               | opera comica      |      | Caterino Mazzolà                            | carnevale 1808              | Bologna, Teatro Marsigli-Rossi                     | |
| La festa della rosa |                   | 2    | Gaetano Rossi                               | 21 maggio 1808              | Venezia, Teatro La Fenice                          | |
| Il trionfo delle belle, ovvero Corradino Cuor di ferro (Il trionfo del bel sesso; Elena e Corrado; L'odio delle donne) | farsa             |      | Gaetano Rossi                               | 3 febbraio 1809             | Venezia, Teatro San Moisè                          | Da Euphrosine et Corradine ou Le tyran corrigé di François Benoît Hoffmann                                     |
| Ippolita, regina delle amazzoni                                                                                        | opera seria       | 2    | Gaetano Rossi                               | estate 1809                 | Venezia, Teatro Riccardi                           | |
| Elisabetta, regina d'Inghilterra                                                                                       | opera seria       | 2    | Giovanni Schmidt                            | 26 dicembre 1809            | Torino, Teatro Regio                               | con Adelaide Malanotte ed Andrea Nozzari                                                                       |
| Arminia | opera seria       |      | Angelo Anelli (con lo pseudonimo M. Landi)  | 3 febbraio 1810             | Milano, Teatro alla Scala                          | |
| I gauri |                   |      | Gaetano Rossi                               | 22 Febbraio 1810            | Venezia, Teatro La Fenice                          | |
| Ser Marcantonio | opera comica      |      | Angelo Anelli                               | 26 settembre 1810           | Milano, Teatro alla Scala                          | |
| Odoardo e Cristina | opera seria       |      | Giovanni Schmidt                            | 1º dicembre 1810            | Napoli, Teatro San Carlo                           | con Teresa Belloc-Giorgi, Andrea Nozzari e Michele Benedetti (basso)                                           |
| L'alloggio militare |                   |      |                                             | primavera 1811              | Napoli, Teatro del Fondo                           | |
| La giardiniera abruzzese, ovvero Il signorino e l'ajo                                                                  | opera comica      | 2    |                                             | primavera 1811              | Napoli, Teatro del Fondo                           | |
| Il monastero | opera comica      |      |                                             | primavera 1811              | Napoli, Teatro Nuovo                               | |
| Il trionfo dell'amore ossia Irene e Filandro                                                                           |                   | 2    |                                             | primavera 1811              | Napoli, Teatro Nuovo                               | |
| Nitteti |                   | 3    |                                             | 26 dicembre 1811            | Torino, Teatro Regio                               | Da Pietro Metastasio con Isabella Colbran e Claudio Bonoldi                                                    |
| Tancredi | opera seria       |      | Luigi Romanelli                             | 18 gennaio 1812             | Milano, Teatro alla Scala                          | Da Torquato Tasso con Andrea Nozzari                                                                           |
| Amore e generosità |                   |      | Giuseppe Maria Foppa                        | 22 settembre 1812           | Venezia, Teatro San Moisè                          | |
| Aspasia e Cleomene |                   |      |                                             | ottobre 1812                | Firenze, Teatro alla Pergola                       | |
| L'ostregaro | farsa             | 1    |                                             | autunno 1812                | Venezia, Teatro San Moisè                          | |
| Teodoro | opera seria       |      | Gaetano Rossi                               | 26 dicembre 1812            | Venezia, Teatro La Fenice                          | |
| Una giornata pericolosa                                                                                                | farsa             |      | Luigi Prividali                             | 20 febbraio 1813            | Venezia, Teatro San Moisè                          | |
| Agatina, o la virtù premiata                                                                                           | opera comica      |      | Francesco Fiorini                           | 10 aprile 1814              | Milano, Teatro alla Scala                          | Dalla fiaba di Cenerentola con Filippo Galli (basso) e Francesca Festa                                         |
| Celanira | opera seria       | 3    | Gaetano Rossi                               | 27 maggio 1815              | Venezia, Teatro San Benedetto                      | |
| La villanella fortunata                                                                                                |                   |      | Giovanni Bertati (attribuzione incerta)     | carnevale 1816              | Urbino, Teatro Pascolini                           | |
| Le Danaidi romane | opera seria       | 2    | Antonio Simeone Sografi                     | 26 Dicembre 1816            | Venezia, Teatro La Fenice                          | con Adelaide Malanotte                                                                                         |
| La gioventù di Cesare                                                                                                  |                   |      | Felice Romani                               | 7 aprile 1817               | Milano, Teatro alla Scala                          | con Teresa Belloc-Giorgi e Filippo Galli (basso)                                                               |
| I pitocchi fortunati                                                                                                   | opera comica      |      | Giuseppe Maria Foppa                        | 11 febbraio 1819            | Venezia, Teatro San Benedetto                      | |
| Gli esiliati da Firenze                                                                                                |                   |      |                                             | primavera 1819              | Parigi, Théâtre Italien                            | |
| Don Gusmano | opera comica      |      |                                             | 1º giugno 1819              | Venezia, Teatro San Benedetto                      | |
| Il gran naso | opera comica      |      |                                             | carnevale 1820              | Napoli, Teatro Nuovo                               | |
| Eugenia degli Astolfi                                                                                                  |                   |      | Andrea Leone Tottola                        | autunno 1820                | Napoli, Teatro Nuovo                               | |
| Arminio, ovvero L'eroe germano (Arminio, ossia L'eroe cherusco)                                                        |                   |      | Andrea Leone Tottola (attribuzione incerta) | 10 Febbraio 1821            | Venezia, Teatro La Fenice                          | Da Giovanni Kreglianovich Albinoni (Dalmiro Tindario) con Giuditta Pasta                                       |
| Antigona e Lauso |                   |      | Luigi Romanelli                             | 26 gennaio 1822             | Milano, Teatro alla Scala                          | con Adelaide Tosi e Benedetta Rosmunda Pisaroni                                                                |
| Sandrina |                   |      |                                             | carnevale 1822              | Trieste, Teatro Grande                             | |
| Anco Marzio |                   |      | Giovanni Schmidt                            | primavera 1822              | Napoli, Teatro San Carlo                           | |
| Ines di Almeida |                   | 2    | Andrea Leone Tottola                        | autunno 1822                | Napoli, Teatro San Carlo                           | con Andrea Nozzari, Joséphine Fodor e Michele Benedetti (basso)                                                |
| I cavalieri del nodo                                                                                                   |                   | 1    | Giovanni Schmidt                            | 12 gennaio 1823             | Napoli, Teatro San Carlo                           | |
| Egilda di Provenza |                   |      | Felice Romani                               | 26 dicembre 1823            | Venezia, Teatro La Fenice                          | con Henriette Méric-Lalande, Brigida Lorenzani, Giovanni Battista Velluti e Gaetano Crivelli                   |
| Ardano e Dartula |                   |      | Paolo Pola                                  | 5 marzo 1825                | Venezia, Teatro La Fenice                          | |
| Il solitario ed Elodia                                                                                                 |                   | 2    | Andrea Leone Tottola                        | 19 aprile 1826              | Napoli, Teatro San Carlo                           | con Henriette Méric-Lalande, Luigi Lablache e Michele Benedetti (basso)                                        |
| Gli Arabi nelle Gallie                                                                                                 |                   |      | Luigi Romanelli                             | 4 ottobre 1827              | Napoli, Teatro San Carlo                           | |
| La donna bianca di Avenello                                                                                            |                   | 3    | Gaetano Rossi                               | 13 novembre 1830            | Milano, Teatro alla Canobbiana                     | Da La dame blanche di Eugène Scribe per François-Adrien Boieldieu, successo con Clorinda Corradi               |
| Fenella, ossia La muta di Portici                                                                                      |                   | 3    | Gaetano Rossi                               | 5 febbraio 1831             | Venezia, Teatro La Fenice                          | Da La muta di Portici di Eugène Scribe per Daniel Auber                                                        |
| La testa riscaldata |                   |      |                                             |                             |                                                    | Non rappresentata                                                                                              |

### Altro
Oltre alle opere, Pavesi compose messe e altra musica liturgica, un oratorio, almeno cinque cantate, alcune sinfonie e sei sonate per clavicembalo